# Asymblepharus alaicus
Asymblepharus alaicus är en ödleart som beskrevs av  Elpatjevsky 1901. Asymblepharus alaicus ingår i släktet Asymblepharus och familjen skinkar.

## Utbredning
Arten förekommer i södra Kazakstan, östra Uzbekistan, Kirgizistan och Tadzjikistan. Året 1999 hittades ett exemplar i provinsen Xinjiang i nordvästra Kina. Asymblepharus alaicus lever i bergstrakter mellan 2800 och 4000 meter över havet. Denna skink vistas i klippiga områden med glest fördelad växtlighet av gräs och buskar. Den sitter ofta vid soliga ställen.

## Ekologi
Individerna är dagaktiva. Äggen utvecklas helt i honans kropp (ovovivipar) och upp till 5, eller sällan 7 ungar föds per tillfälle. Födelsen sker i maj eller juni. Ungarna blir ungefär två år efter födelsen könsmogna. Arten äter insekter och deras larver, spindeldjur och mångfotingar.

## Status
Lokalt kan intensivt bruk av betesmarker hota beståndet. I andra delar av utbredningsområdet är inga hot kända. IUCN listar arten som livskraftig (LC).

## Underarter
Arten delas in i följande underarter:
- A. a. kucenkoi
- A. a. alaicus